# Charles Bock

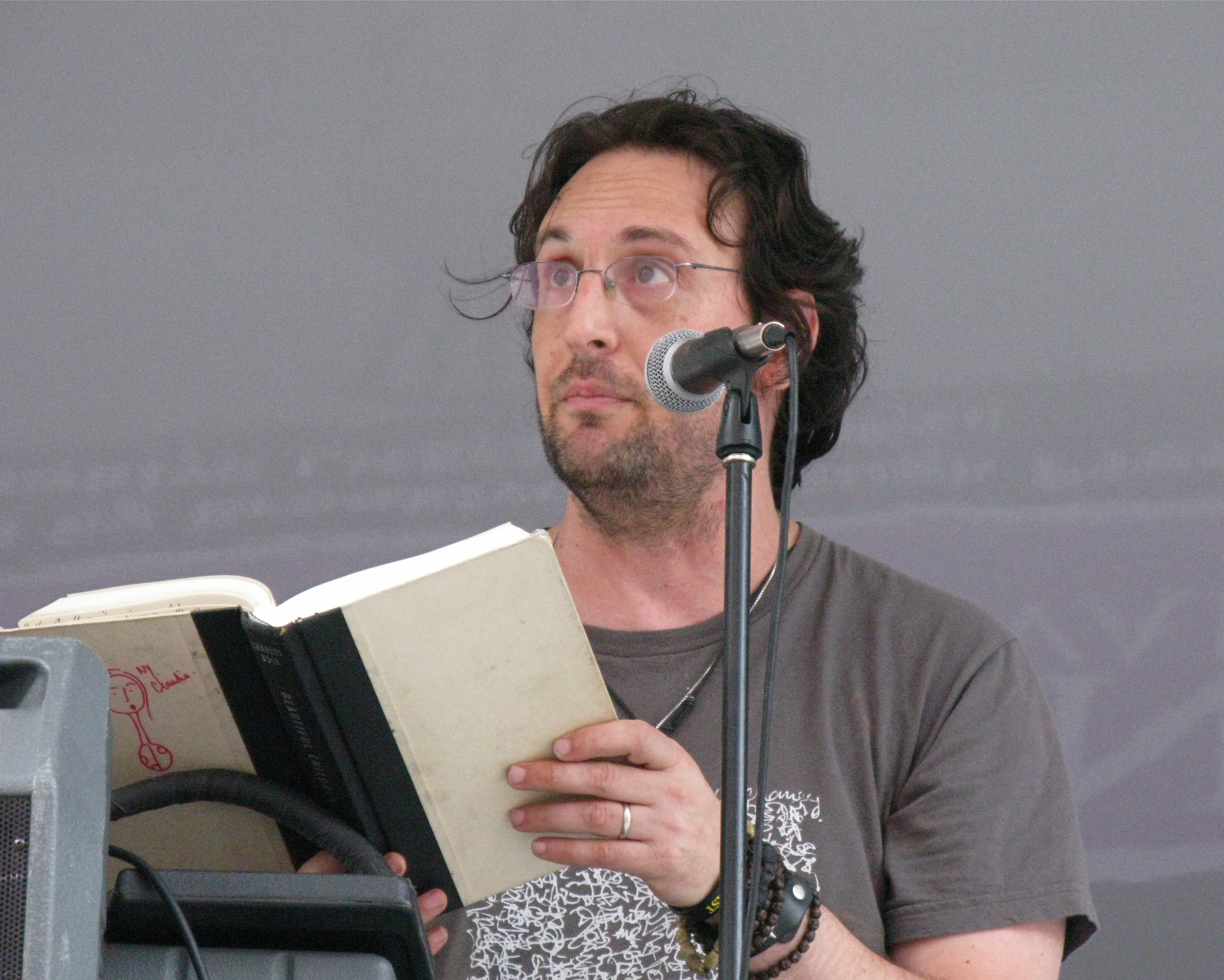
Charles Bock in 2008

Charles Bock (Las Vegas (Nevada), 1970) is een Amerikaanse auteur wiens debuutroman Beautiful Children in 2008 verscheen.
Bock groeide op in zijn geboortestad, waar ook het boek zich afspeelt. Hij woont in New York, met zijn echtgenote en hond.
Voor zijn eerste boek had hij al fictie geschreven, die gepubliceerd werd in Esquire.